# Kołysanka jodłowa (wiersz)
Kołysanka jodłowa – tytułowy wiersz polskiego poety Jerzego Lieberta, opublikowany w tomie Kołysanka jodłowa, wydanym w 1932. Utwór został przez poetę zadedykowany  Dr. Zygmuntowi Żółcińskiemu. Jest napisany siedmiozgłoskowcem ujętym w strofy czterowersowe. Ma charakter autobiograficzny, jako że poeta rzeczywiście chorował i umarł na gruźlicę.
Koniec wróżą lekarze.
Przyjechała rodzina,
Sfrasowani grabarze
Męża, brata i syna.